# Leanid Malzau

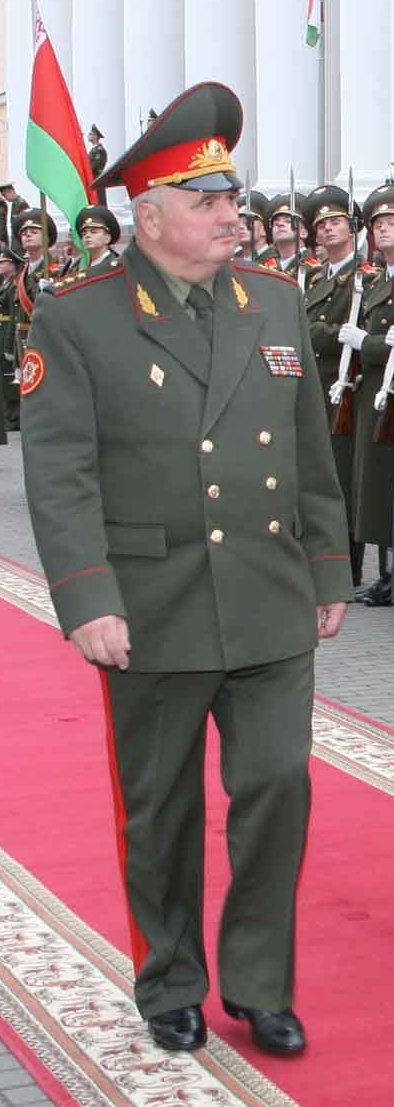
Leanid Malzau (2009)

Ljeanid Sjamjonawitsch Malzau (* 29. August 1949) war von 2001 bis 2009 Verteidigungsminister von Belarus.

## Biografie
Er besuchte die Suworow-Militärschule in Minsk, studierte von 1967 bis 1971 an der Allgemeinen Kommandeursschule in Kiew, die mit Auszeichnung absolvierte. Bis 1976 absolvierte er seinen Dienst bei den Sowjetischen Streitkräften in der DDR.
Nach Abschluss der Generalstabsakademie im Jahre 1992 wurde er zum Ersten Stellvertreter des Kommandeurs einer Allgemeinen Armee im Belarussischen Militärbezirk ernannt. Danach wurde er Kommandierender des 28. Armeekorps, dann Chef des Hauptstabes und Erster Stellvertreter des Ministers für Verteidigung und schließlich war er seit dem 28. März 2001 Minister für Verteidigung der Republik Belarus.
Im November 2013 wurde Malzau zum Vorsitzenden des Staatsgrenzausschusses von Belarus ernannt.
Seit April 2017 ist Malzau Vizerektor für Innovation und wissenschaftliche Forschung an der Internationalen Universität MITSO in Minsk.
Seit Januar 2019 leitete Malzau das Institut des öffentlichen Dienstes der Verwaltungsakademie beim Präsidenten der Republik Belarus.